# Mesua stylosa
Mesua stylosa là một loài thực vật có hoa thuộc họ Clusiaceae.
Loài này chỉ có ở Sri Lanka.

## Ảnh

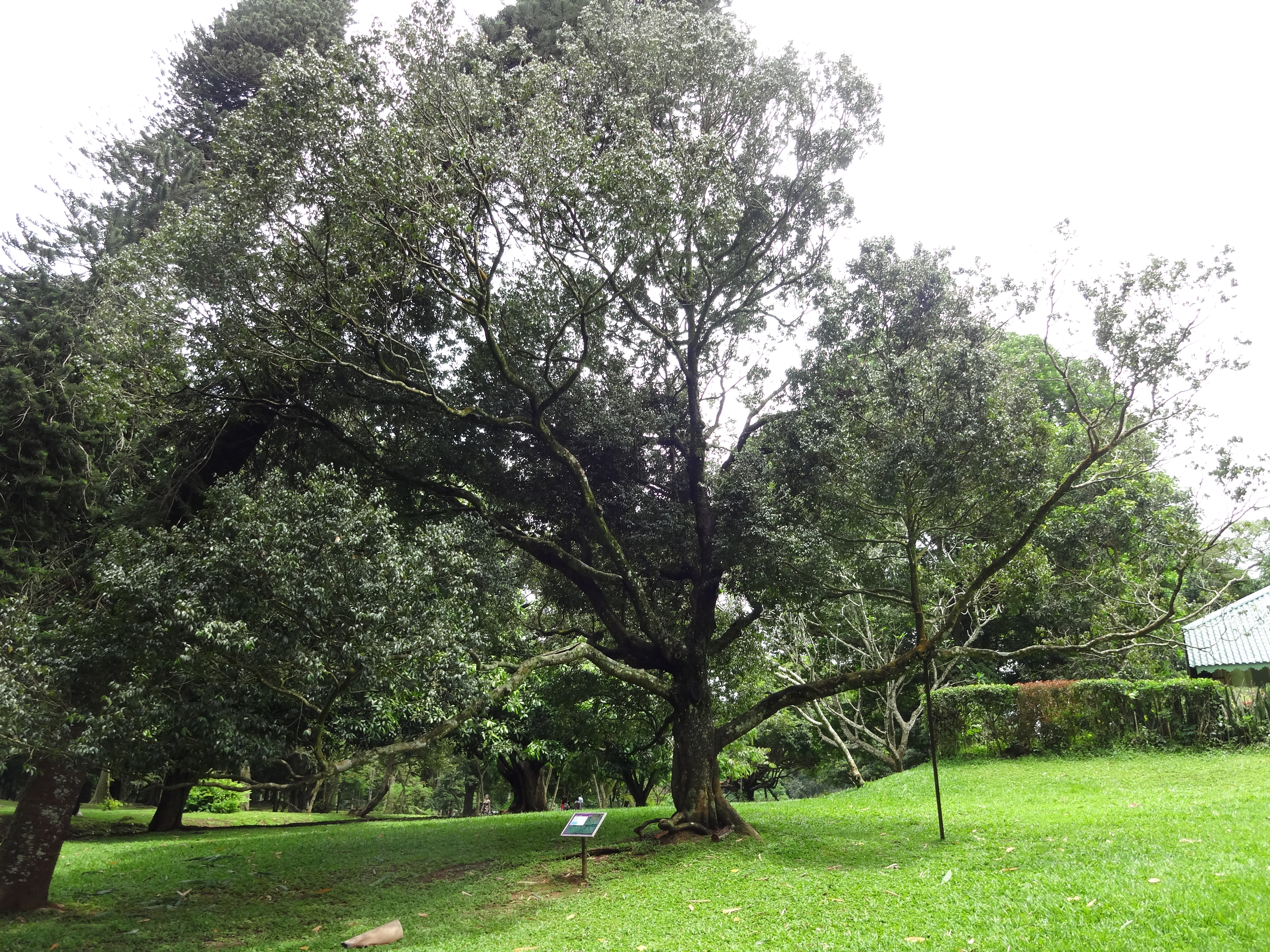
Mesua stylosa in the Botanical Garden of Perdenyia